# Chmost'
Il Chmost' (in russo Хмость?) è un fiume della Russia, tributario di destra del Dnepr. Scorre nell'oblast' di Smolensk.
La sorgente del fiume si trova sull'altopiano Duchovščinskaja, nel distretto Duchovščinskij e scorre a sud-est. La foce si trova in una zona paludosa, lontana dai centri abitati. Ha una lunghezza di 135 km, l'area del suo bacino è di 636 km². Lungo il suo corso passa dall'insediamento di Kardymovo.